# Nemorilla chrysopollinis
Nemorilla chrysopollinis là một loài ruồi trong họ Tachinidae.